# لويز ساتون
لويز نيكسون سوتون (4 نوفمبر 1925 - 14 مايو 2006) كانت عالمة رياضيات. تُعتبر أول امرأة أمريكية من أصول أفريقية تحصل على درجة الدكتوراه في تعليم الرياضيات من جامعة نيويورك، والرئيسة الأولى لقسم العلوم الفيزيائية والرياضيات في جامعة ولاية مدينة إليزابيث.

## بداية حياتها وتعليمها
وُلدت ساتون في هيرتفورد في ولاية نورث كارولينا. كان والداها آني ماكنير نيكسون وجون كالهون نيكسون، وكان لديها ثلاثة أشقاء: جون ستيوارت نيكسون، ونوريس لي نيكسون، وتوماس روفوس نيكسون. حصلت على درجة البكالوريوس من جامعة ولاية كارولينا الشمالية الزراعية والتقنية في عام 1946، ودرجة الماجستير من جامعة نيويورك في عام 1951. حصلت على درجة الدكتوراه الأولى في تعليم الرياضيات لشخصٍ أمريكي من أصل أفريقي في جامعة نيويورك في عام 1962، عن أطروحة بعنوان: «مفهوم التعلم في علم المثلثات والهندسة التحليلية على مستوى الكلية: مقارنة بين طريقتين في تدريس علم المثلثات والهندسة التحليلية في مستوى الكلية.»

## حياتها المهنية
بعد حصولها على شهاداتها، درّست ساتون الرياضيات في مدرسة جيمس بي دادلي الثانوية في غرينزبورو، كارولاينا الشمالية، من عام 1946 إلى عام 1947. ومن 1947 إلى 1954 عملت كأستاذة مساعدة في جامعة ولاية نورث كارولينا A&T، قبل الانتقال لشغل نفس المنصب في كلية ولاية ديلاوير من 1957 إلى 1962. 
في عام 1962 أصبحت أستاذة ورئيسة قسم العلوم الفيزيائية والرياضيات في جامعة ولاية مدينة إليزابيث سيتي في مدينة إليزابيث في ولاية نورث كارولينا.
كانت ساتون عضوةً في رابطة خريجي جامعة ولاية كارولينا الشمالية A&T، ورابطة نادي دلتا سيغما ثيتا، والرابطة الوطنية لنساء الجامعات، والمجلس الوطني لمدرسي الرياضيات. كانت رئيسة الرابطة الوطنية لنساء الجامعات من 1977 إلى 1978، وعضوةً في جمعيتي ألفا كابا ميو، وبيتا كابا كاي العلميتين.

## حياتها الخاصة
توفيت ساتون في منزلها في هيرتفورد، نورث كارولينا، في 14 مايو 2006. كانت عضوةً نشطة في الكنيسة الميثودية الأسقفية الإفريقية الميثودية، ونادي جورج واشنطن كارفر للزهور، والمحكمة العربية رقم 35 لبنات آيسيس، وجمعية الموظفين المتقاعدين في ولاية كارولينا الشمالية.